# The Hunger Games: Catching Fire (trilha sonora)
The Hunger Games: Catching Fire – Original Motion Picture Soundtrack é a trilha sonora oficial do filme estadunidense de ficção científica e aventura The Hunger Games: Catching Fire (2013), baseado no romance Em Chamas (2009), por Suzanne Collins. A trilha sonora será lançado pelas gravadoras Republic Records e Mercury Records, em 19 de novembro de 2013.

## Promoção
Em 14 de maio de 2013, Alexandra Patsavas foi listada nos créditos como a nova supervisora musical, substituindo T-Bone Burnett, do primeiro filme. Christina Aguilera anunciou em seu Twitter em 26 de setembro de 2013, que a sua nova canção, "We Remain", faria parte da trilha sonora oficial do filme. Em 26 de setembro, além da campanha #ticktock para o filme The Hunger Games: Catching Fire, #ticktock9 revelou a capa do álbum e lista de faixas do álbum.

### Singles
A canção "Atlas", escrito e realizada pela banda de rock alternativo britânica Coldplay, foi lançada como o primeiro single da trilha sonora, em 6 de setembro de 2013. O single esteve presente nas paradas musicais de muitos países, estreando na posição de número 12, na UK Singles Chart, alcançando a posição de número 3 na Holanda e de número 9 na Itália. Um vídeo de letra para a canção também foi lançado junto com o single no dia do lançamento. Possui um estilo de arte que reflete a imagem de The Hunger Games.
"Elastic Heart", foi lançada pela cantora australiana Sia Furler, juntamente com a canção "We Remain", da cantora americana Christina Aguilera, em 1 de outubro de 2013, sendo lançadas como singles para promover o álbum.

## Lista de faixas
| Edição padrão |                                                          |                                                               |                     |         |  |
| N.º           | Título                                                   | Compositor(es)                                                | Artista             | Duração |  |
| 1.            | "Atlas"                                                  | Guy Berryman, Jonny Buckland, Will Champion, Chris Martin     | Coldplay            | 3:56    |  |
| 2.            | "Silhouettes"                                            |                                                               | Of Monsters and Men | 4:31    |  |
| 3.            | "Elastic Heart" (com participação de The Weeknd & Diplo) | Abel Tesfaye, Andrew Swanson, Sia Furler, Thomas Wesley Pentz | Sia                 | 4:18    |  |
| 4.            | "Lean"                                                   |                                                               | The National        | 4:31    |  |
| 5.            | "We Remain"                                              | Ryan Tedder, Brent Kutzle, Mikky Ekko, Christina Aguilera     | Christina Aguilera  | 4:00    |  |
| 6.            | "Devil May Cry"                                          |                                                               | The Weeknd          | 5:23    |  |
| 7.            | "Who We Are"                                             |                                                               | Imagine Dragons     | 4:09    |  |
| 8.            | "Everybody Wants to Rule the World"                      | Roland Orzabal, Ian Stanley, Chris Hughes                     | Lorde               | 2:35    |  |
| 9.            | "Gale Song"                                              |                                                               | The Lumineers       | 3:05    |  |
| 10.           | "Mirror"                                                 |                                                               | Ellie Goulding      | 4:21    |  |
| 11.           | "Capital Letter"                                         |                                                               | Patti Smith         | 3:33    |  |
| 12.           | "Shooting Arrows at the Sky"                             |                                                               | Santigold           | 3:36    |  |

| Edição deluxe |                 |                |                         |         |  |
| N.º           | Título          | Compositor(es) | Artista                 | Duração |  |
| 13.           | "Place for Us"  |                | Mikky Ekko              |         |  |
| 14.           | "Lights"        |                | Phantogram              | 3:45    |  |
| 15.           | "Angel on Fire" |                | Antony and the Johnsons |         |  |

| Edição brasileira (faixa bônus) |        |                                |         |         |  |
| N.º                             | Título | Compositor(es)                 | Artista | Duração |  |
| 13.                             | "13"   | Luciano Garcia, Mauro Trevisan | CPM 22  | 1:53    |  |

## Tabelas musicais
| Paradas (2013)                           | Melhor posição |
| ---------------------------------------- | -------------- |
| Austrália (ARIA)                         | 37             |
| Bélgica (Ultratop Flandres)              | 88             |
| Bélgica (Ultratop Valônia)               | 96             |
| Canadá (Billboard Canadian Albums Chart) | 9              |
| Alemanha (Offizielle Deutsche Charts)    | 71             |
| Nova Zelândia (RMNZ)                     | 14             |
| Espanha (PROMUSICAE)                     | 96             |
| Suécia (Sverigetopplistan)               | 12             |
| Suíça (Schweizer Hitparade)              | 66             |
| Reino Unido (OCC)                        | 24             |
| Estados Unidos (Billboard 200)           | 5              |